# Синяя птица (ВІА)
Синяя птица (Синій птах) — радянська музичний гурт, вокально-інструментальний ансамбль (ВІА), який існував з 1972 по 1991 роки. Згодом назву «Синій птах» узяли декілька російських музичних гуртів, що складалися зокрема і з колишніх учасників оригінального ансамблю та виступали з його репертуаром.

## ВІА «Синій птах»
Група утворилася в 1972 році в місті Гомелі (Білорусь) як вокально-інструментальний ансамбль «Ми, ви і гітари». У його складі виступали Сергій Дроздов (у той час — учень Гомельського музичного училища ім. М. Ф. Соколовського), В'ячеслав Яцина, Валерій Павлов, Борис Білоцерківський, Юрій Метьолкін, Яків Ципоркін та Володимир Блюм. Згодом ансамбль отримав назву «Голоси Полісся», ставав лауреатом білоруських республіканських конкурсів і всесоюзного конкурсу.
У 1974 році з метою «завоювання» союзної естради учасники «Голосів Полісся» перейшли до Горьківської філармонії у колектив «Сучасник». Його повний склад утворювали білоруси Михайло Болотний, Роберт Болотний (колишній саксофоніст оркестру Едді Рознера), Борис Білоцерківський, Сергій Дроздов, Євгенія Зав'ялова (колишня солістка оркестру Рознера), Юрій Метьолкін та Юрій Янін.
У той же час у Москві на фірмі «Мелодія» була записана платівка-міньйон, куди увійшла пісня Юрія Акулова на слова Леонтія Шишка «Клен» («Там, де клен шумить над річковою хвилею…»), яка вже скоро стала всесоюзно популярним шлягером, суперхітом на багато десятиліть.
За рекомендацією Семена Камінського Роберт Болотний відправився до Куйбишева, де зустрівся з директором філармонії Костянтином Степановичем Лисіциним і 10 жовтня 1975 році колектив прилетів до Куйбишева для роботи у філармонії. Для нового ансамблю філармонії Роберт Болотний запропонував назву ВІА «Синяя птица» («Синій птах»). Фільм, що вийшов у цей час з такою назвою, був дуже популярним.
Наприкінці 1975 року ВІА «Синяя птица» випустив свою першу пластинку, куди увійшла й пісня «Кльон» у виконанні Сергія Дроздова, а 22 лютого 1976 року у Тольятті відбувся перший афішний концерт колективу. Цей день, як правило, вважається, днем народження гурту.
У 1978 році ансамбль став лауреатом Всесоюзного конкурсу артистів естради, гастролював на БАМі. У 1979 році ВІА брав участь у Фестивалі Банська Бистриця в Словаччині де став лауреатом міжнародного конкурсу «Братиславська ліра». У 1980 році ВІА «Синяя птица» взяв участь в конкурсі «Ален Мак» у Болгарії і культурній програмі Олімпіада 80. Влітку 1985 року він взяв участь у XII Всесвітньому фестивалі молоді і студентів у Москві, після чого влаштував гастролі за межами СРСР: в Афганістані, Танзанії, Кенії, Ефіопії, Беніні, Того, Анголі, В'єтнамі, Лаосі, Кампучії, на Сейшельських островах.
У 1980-х роках у складі ансамблю працював звукорежисером Олег Газманов.
У 1986 році гурт взяв участь у Фестивалі «Рок в боротьбі за мир» у чеському місті Соколова, після чого вирушив на виступ в розташуванні контингенту радянських військ у Німеччині.
У 1987 році «Синій птах» брала участь у Фестивалі радянсько-індійської дружби, а в лютому 1988 році виступала в афганських містах Кабул, Баграм і Герат, а також дала велику кількість концертів для контингенту Радянської Армії в Польщі. Влітку 1991 року група влаштувала гастролі по США. Але восени колектив повернувся вже в іншу, нову країну. Цим закінчилася життя групи в колишньому складі.

### Дискографія ВІА «Синій птах»
Всього ВІА «Синій птах» випустив 8 вінілових гігантів-альбомів та 2 вінілових гіганта-збірника, 11 міньйонів, загальним накладом більше мільйона примірників.
Альбом «Синьої птиці» «Осінній етюд» можна назвати концептуальним.[джерело?]
| Рік  | Назва                                   | Примітки          |
| ---- | --------------------------------------- | ----------------- |
| 1977 | Мамина платівка                         | Студійний альбом  |
| 1978 | Від серця до серця                      | Студійний альбом  |
| 1980 | Наодинці з собою                        | Студійний альбом  |
| 1981 | Моя любов жива                          | Студійний альбом  |
| 1983 | «Синій птах» у Палаці спорту в Лужниках | Концертний альбом |
| 1986 | Осінній етюд                            | Студійний альбом  |
| 1987 | Підземний перехід                       | Студійний альбом  |
| 1988 | Білий причал                            | Студійний альбом  |

### Склад ВІА «Синій птах»

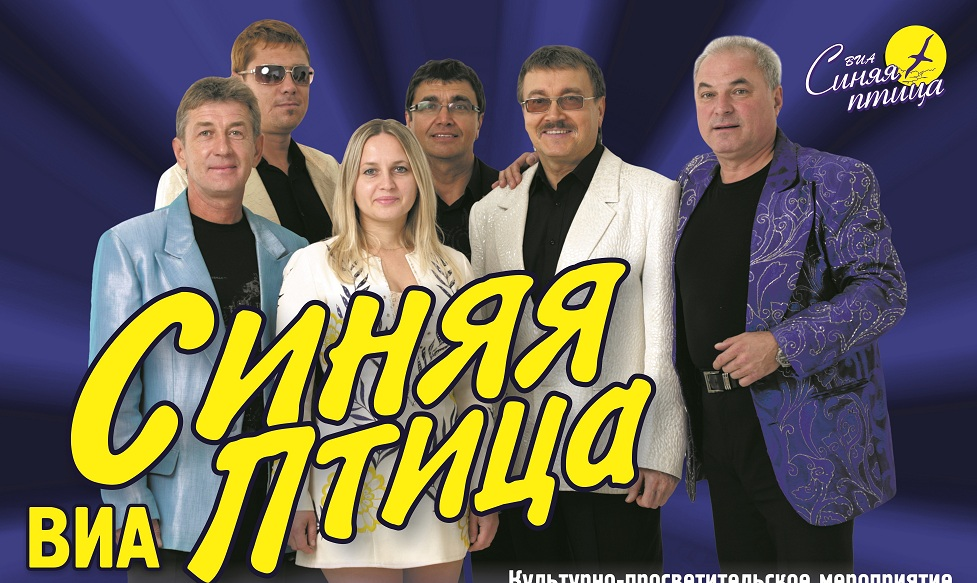
ВІА «Синяя птица» на концерті в Афганістані, 1985 рік

З 1972 по 1991 року в складі гурту виступали:
- Банківський Юрій (скрипка)
- Барков Валентин (бас-гітара, вокал)
- Білоцерківський Борис (ударні)
- Болотний Роберт (худ. Керівник, саксофон)
- Болотний Михайло (муз. Керівник, клавішні)
- Варвалюк Віктор (ударні)
- Войнов Євген (вокал)[5]
- Газманов Олег (звукорежисер)[3]
- Галицький Дмитро (клавішні, вокал)
- Гапонов Володимир (гітара)
- Дейнеко Едуард (труба)
- Доценко Ігор (ударні)
- Дроздов Сергій (вокал, бас-гітара)
- Зав'ялова Євгенія (вокал)
- Зверовіч Олександр (вокал)
- Касторский Сергій (клавішні)
- Колесніченко Олег (вокал)
- Комаров Олексій (ударні)
- Ніна Коста (вокал)
- Кулішевскій Яків (вокал)
- Лазарева Світлана (вокал)
- Льовкін Сергій (гітара, вокал)
- Лоос Віталій (тромбон)
- Матвієнко Геннадій (гітара)
- Мельников Валерій (труба)
- Метьолкін Юрій (вокал)
- Мостовий Олександр (гітара)
- Муригін Анатолій (гітара)
- Панін Лев (скрипка)
- Парфенюк Микола (вокал)
- Преображенський Володимир (вокал)
- Пронін Валерій (скрипка)
- Пружинин Олександр (клавішні)
- Рябков Віктор (вокал)
- Салміна Анна (вокал)
- Саруханов Ігор (гітара, вокал)
- Ульянов Володимир (скрипка)
- Хумарьян Юрій (гітара)
- Шабловський Ігор (гітара)
- Шуригін Володимир (гітара)
- Ющенко Валерій (вокал)
- Янін Юрій (гітара)

Після розпаду колективу ряд його колишніх учасників набрали нових музикантів і зібрали концертні склади під ім'ям «Синій птах». Так, увійшли до музичного життя «Сині птахи» Сергія Дроздова, Олексія Комарова, Дмитра Галицького, Сергія Арабаджи, Володимира Преображенського. У 2000-х роках між ворогуючими колективами велися довгі судові суперечки стосовно товарного знака «Синій птах».

## «Синій птах» Олексія Комарова

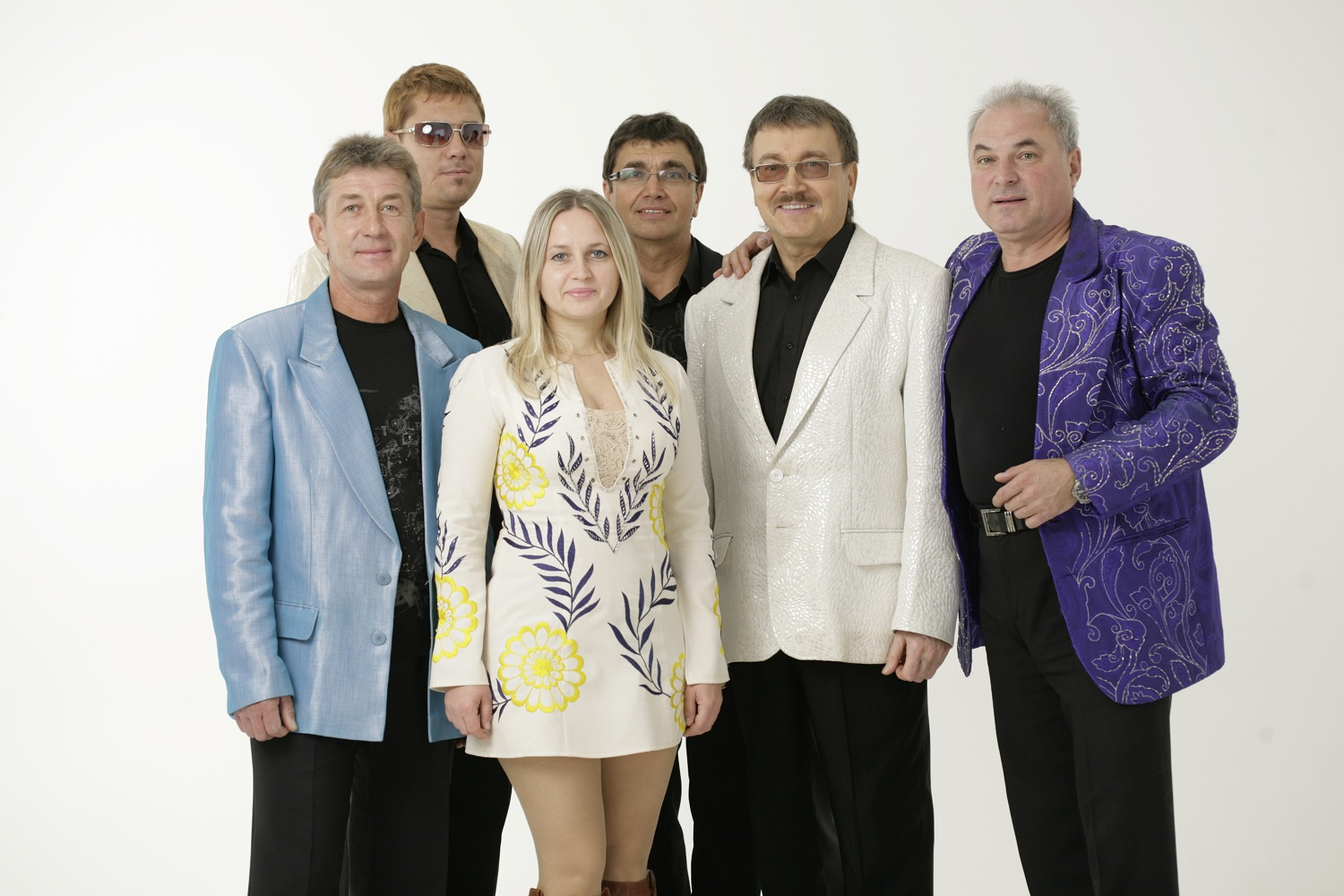
«Синій птах» Олексія Комарова

У 1998 році в Самарі почалися виступи колективу з участю С. Льовкіна, С. Дроздова, А. Комарова, В. Баркова. Зі згоди і схвалення засновника колективу Р. Болотного, після 8-річної перерви колектив відновив концертну та творчу діяльність, як ВІА «Синій птах». Пізніше Сергій Льовкін пішов з колективу. У квітні 2000 року до складу колективу ненадовго увійшов Олександр Дроздов (вокал, гітара, перкусія). Ідея належала Олексію Комарову: «Брати Болотні, брати Комарови, нехай будуть „брати“ Дроздови».
Сьогоднішній склад ансамблю: Олексій Комаров (керівник, ударні), Валентин Барков (вокал, бас-гітара), Олександр Комаров (вокал, гітара), Сергій Лелявін (вокал, гітара), Олексій Зорін (вокал, гітара), Ольга Максимова (вокал, клавіші), Роберт Болотний (продюсер, засновник колективу). У 2003 році в одній з телепередач Олексій Комаров говорив, що всі учасники ансамблю співають і пишуть пісні. Не співає і не пише тільки він сам, хоча на концертах Комаров співає бек-вокальні партії при багатоголоссі.
Ансамбль веде концертну діяльність в Росії та інших країнах.

## «Синій птах» Сергія Дроздова
Деякий час Дроздов виступав із сольними концертами. У 2002 році Сергій набрав до складу своєї групи нових музикантів. У цьому складі з 2002 по 2004 роки група активно гастролювала по містах Росії та країнам СНД, перезаписавши на студії обрані старі пісні «Синьої птиці», намагаючись відновити їх колишнє звучання.
Дроздов часто міняв музикантів. До 2012 року з радянського періоду «Синьої птиці» в колективі Дроздова брав участь гітарист Володимир Гапонов. У 2005—2006 році в колективі Сергія Дроздова виступав Сергій Льовкін. 30 жовтня 2006 року в Санкт-Петербурзі пройшов концерт «Золоті голоси „Синьої птиці“»: Сергій Дроздов, Сергій Льовкін, Світлана Лазарєва. Через 5 днів Сергій Льовкін пішов з життя. У 2004 році група брала участь у проекті «Хіт-Парад 80-х».
18 листопада 2012 року керівник і соліст групи Сергій Дроздов помер після тривалої хвороби у віці 57 років.
- Дроздов Сергій (2002—2012) — вокал, гітари, автор
- Зав'ялов Олег — бас, аранжування
- Пчелінцев Олександр — клавішні, труба
- Стуков Сергій — барабани, перкусія
- Тамарєв Олексій — гітари